# KAJUJA
KAJUJA Köln (gegründet 1949) ist eine Karnevalistenvereinigung, die aktiven Bühnen-Nachwuchs für den Kölner Karneval ausbildet.

## Geschichte
1949 fällte die Kölner Dekanatsleiterrunde die Entscheidung, eine Karnevalssitzung für die katholische Jugend ins Leben zu rufen. Hauptinitiatoren waren Stadtjungscharführer Friedel Weber und der damalige Stadtjugendführer Rudi Conin, der dann auch erster Literat der jungen Vereinigung wurde. Ziel der KAJUJA ist es seit ihrer Gründung, karnevalistischen Nachwuchs zu sichten, auszubilden und auf die großen Kölner Karnevalsbühnen zu bringen.
Der Ursprung des Namens liegt in den Morgenstunden des 26. Januar 1950, als Besucher der ersten KAJUJA-Sitzung auf dem Rückweg aus den Kölner Sartory-Sälen aus dem bekannten Karnevalslied „Ajuja, ajuja, jetzt jeiht et widder ajuja“ und der Abkürzung für die Katholische Jugend „KAJU“ das neue Wort kreierten.
Erster KAJUJA-Präsident wurde Willi Ball, 1953 folgte ihm Heinz-Helmut Simon. Danach hatten Bruno Eichel, Gerd Rück sowie Mathias Klein das Amt inne. Seit 2002, damals als jüngste Karnevalspräsidenten Kölns, leiteten Michael Bierther und Lukas Wachten die Sitzungen im Wechsel. Sie beerbten Stefan Fischer, der sich seitdem auf seinen Job als Frontmann der Musikgruppe „Filue“ konzentriert. 2016 übernahm Sven Behnke die Rolle des Präsidenten von Michael Bierther. Von 2021 bis 2024 war Volker Weininger Präsident der KAJUJA, der das Amt dann an Jürgen Hauke übergab.

## Bekannte Karnevalisten der KAJUJA
Viele berühmte Kölner Karnevalisten machten ihre ersten Bühnenschritte bei der KAJUJA oder sind noch immer aktive Mitglieder. Sie treten als ehemalige oder gegenwärtige KAJUJA-Mitglieder auf den Sitzungen gratis auf.
- Ne bergische Jung (Willibert Pauels)
- Colonia Duett (Hans Süper/Hans Zimmermann)
- Filue (Stefan Fischer, Klaus Radek, Hans Georg Wagner, Michael Winkel, Mike Habeth)
- Ne ärme Deuvel (Heri Blum)
- Et fussisch Julche (Marita Köllner)
- Höhner
- De Labbese
- Querbeat
- Tünnes un Schäl (Gebrüder Jansen)
- Der Weltenbummler (Gerd Rück)
- Miljö
- Kasalla
- Cat Ballou
- Der Sitzungspräsident (Volker Weininger)
- Tuppes vum Land (Jörg Runge)

## Sitzungen
Die KAJUJA Köln veranstaltet aktuell zwei große Kostümsitzungen, auf denen neben den Stars des Kölner Karnevals auch die besten Nachwuchskräfte aus den eigenen Reihen präsentiert werden. Die Sitzungen sind in Köln bekannt für ausgelassene Stimmung, 100 Prozent Kostümquote und ursprünglichen kölschen Karneval. Bis zum Jahr 2009 gab es zudem eine Sitzung für aktive Senioren, die so genannte JUBEAL-Sitzung (JUgend BEgegnet dem ALter). Nachdem in früheren Zeiten die Sitzungen in den Sartory-Sälen oder im Kölner Gürzenich stattfanden, haben sie seit 2005 ihre Heimat im hochmodernen Theater im Tanzbrunnen in Köln-Deutz gefunden.